# Кјуба (Канзас)
Кјуба (енгл. Cuba) град је у америчкој савезној држави Канзас.

## Демографија
По попису из 2010. године број становника је 156, што је 75 (-32,5%) становника мање него 2000. године.
| Група             | 2000.       | 2010.       |
| Белци             | 220 (95,2%) | 151 (96,8%) |
| Афроамериканци    | 0 (0,0%)    | 0 (0,0%)    |
| Азијати           | 0 (0,0%)    | 0 (0,0%)    |
| Хиспаноамериканци | 7 (3,0%)    | 0 (0,0%)    |
| Укупно            | 231         | 156         |